# Vicente Muñoz Puelles
Vicente Muñoz Puelles (Valencia, 1948) es un polifacético escritor español, autor de una abundante obra en el campo de la novela erótica e histórica y la narrativa infantil y juvenil. Formó parte del Consejo Valenciano de Cultura desde 1999 hasta 2018.

## Trayectoria
Hijo del también escritor Vicente Muñoz Suay y sobrino del cineasta Ricardo Muñoz Suay, Vicente Muñoz Puelles nació en Valencia en 1948. Es autor de diecisiete novelas, entre las que destacan: Anacaona o Flor de oro (Tusquets Editores, 1980; y Círculo de Lectores, 1993), Amor burgués (Tusquets Editores, 1981, y Libros y publicaciones periódicas, 1984), Sombras Paralelas (Tusquets Editores, 1989, y RBA, 1994), El último manuscrito de Hernando Colón (Tusquets Editores, 1992), Tierra de Humo (Víctor Orenga, 1986, y Anaya & Mario Muchnik, 1992), Huellas en la nieve (Anaya & Mario Muchnik, 1993), La ciudad en llamas (Aguaclara, 1993, y Algar, 2001), La emperatriz Eugenia en Zululandia (Anaya & Mario Muchnik, 1994), La curvatura del empeine (Tusquets Editores, 1996, y Círculo de Lectores, 1998), El cráneo de Goya (Anaya & Mario Muchnik, 1998, y Valdemar, 2004), Los amantes de la niebla (Planeta, 2002) y Las desventuras de un escritor en provincias (Algar, 2003).
Ha publicado también cuatro libros de relatos: Manzanas (Tratado de pomofilia) (Taller de Mario Muchnik/Centro UNED "Francisco Tomás y Valiente", 2002), El último deseo del jíbaro y otras fantasmagorías (Valdemar, 2003), Sherlock Holmes y yo,
 (Anaya, 2021) y El deseo de de ser leído (Pre-Textos, 2022).
Ha sido galardonado con numerosos premios, entre otros, el Premio La Sonrisa Vertical (1981) con Anacaona, el Premio Azorín (1993) con La emperatriz Eugenia en Zululandia y tres veces el Premio Ciudad de Valencia (1984, 1987, 2001), en esta última ocasión en la modalidad de teatro (Zona de lliure transit, 2001), y otras dos el Premio de la Crítica de la Comunidad Valenciana (1982 y 1986). Tiene el premio Alfons el Magnànim de narrativa por Las desventuras de un escritor en provincias (2002).
Está en posesión, además, de diversos premios de literatura infantil y juvenil, como el Premio Nacional Infantil y Juvenil (1999) por Óscar y el león de Correos (Anaya, 1998), el Premio de Álbum ilustrado Ciudad de Alicante con el libro Sombras de manos (Anaya, 2002), el Premio Alandar con La foto de Portobello (2004), (premio literario español de novela que fue convocada por el Editor Luis Vives), el Premio Anaya de Literatura Infantil y Juvenil, con El arca y yo (2004) y el Premio Libreros de Asturias con La perrona (2006).  En 2014 volvió a ganar el premio Anaya de Literatura Infantil y Juvenil, con La voz del árbol, que también ganó el Premio Fundación Cuatro Gatos de 2015. En 2019 obtuvo el premio Villa d'Ibi, con La ciudad de las estatuas (2020).
Ha escrito numerosas novelas juveniles como El tigre de Tasmania (1988), La isla de las sombras perdidas (1998), ¡Polizón a bordo! (El secreto de Colón) (2005), La guerra de Amaya (2010), El joven Gulliver (2011), El regreso de Peter Pan (2011), El rayo azul (Marie Curie, descubridora del radio) (2014), A la velocidad de la luz (El joven Einstein) (2015), El misterio del cisne (El joven Shakespeare) (2016),  La amada inmortal (El joven Beethoven) (2017), El último manuscrito de Blasco Ibáñez (2017) y La isla de los libros andantes (2018).
Ha publicado antologías de cuentos juveniles como Cuentos y leyendas del mar (2013), Cuentos y leyendas de la tierra (2016) y Cuentos y leyendas de las matemáticas (2017). 
Entre sus cuentos infantiles figuran La constelación del dragón (Generalidad Valenciana, 1987), Los sueños de Axel (Anaya, 1987), Óscar y el león de Correos (Anaya, 1998), Laura y el ratón (Anaya, 2000), Ricardo y el dinosaurio rojo (Anaya, 2003), El arca y yo (Anaya, 2004), La perrona (Anaya, 2006), Los animales de la ciudad (Algar, 2006), La rana Rony (Macmillan infantil y juvenil, 2007), Óscar y el río Amazonas (Anaya, 2009), La gata que aprendió a escribir (Anaya, 2012), La torre de Babel (Anaya, 2017) y Laura y el oso polar (Anaya, 2017).
Es autor de ediciones completas del Diario de a bordo, de Cristóbal Colón (Anaya, 1984), de los Naufragios y Comentarios, de Cabeza de Vaca (Anaya, 1992) y de Don Quijote de la Mancha , de Miguel de Cervantes (Anaya, 2005), así como de dos falsas autobiografías: Yo, Colón, descubridor del Paraíso Terrenal, Almirante de la mar oceana, Virrey y Gobernador de las Indias (Anaya, 1991) y Yo, Goya, primer pintor de la corte española, defensor de la libertad, grabador de sueños y caprichos (Anaya, 1992).
Ha adaptado La vida de Lazarillo de Tormes (Oxford University Press, 2010 y 2015),  (Oxford, 2010 y 2016), Novelas ejemplares de Cervantes (Oxford, 2010 y Oxford, 2015) Leyendas de Bécquer (Oxford, 2010) y Rimas y leyendas de Bécquer (Oxford, 2016). Ha escrito dos libros de adaptaciones sobre el tema del Cid: El Cantar de Mío Cid (Edelvives, 2006) y Leyendas de Mío Cid (Oxford, 2010 y Oxford, 2016).
También ha adaptado Hamlet (Oxford, 2015), Iliada, Odisea, Eneida (Oxford, 2015), La llamada de lo salvaje, de Jack London (Anaya, 2016), Don Quijote de la Mancha (Algar, 2004 y Algar, 2016) Drácula (Anaya, 2017) y Metamorfosis de Ovidio (Oxford, 2018).
Es autor de las antologías Cuentos españoles de terror (Oxford, 2010) y Cuentos de humor español (Oxford, 2012), y ha traducido y antologado Cuentos de fantasmas (Oxford, 2011 y Oxford, 2017), Cuentos policiacos (Oxford, 2011), Cuentos de vampiros (Oxford, 2012), Fantasmas y aparecidos (Algar, 2015) y Escalofríos (Algar, 2015). También ha publicado, además de la edición crítica de Don Quijote de la Mancha, con 8000 notas, una antología de textos del mismo libro, Don Quijote de la Mancha (Oxford, 2015) y varias adaptaciones del Quijote para diferentes edades, así como una novela cervantina ya citada, El despertar de Cervantes (Anaya, 2016).
Su novela Sombras paralelas (1990), donde narra la historia de dos hermanos siameses unidos por un vínculo de carne, fue llevada al cine por el director Gerardo Gormezano en 1995 con Emma Suárez como protagonista.
Muchas de sus obras han sido traducidas a otros idiomas, entre ellos el francés, inglés, italiano, portugués, griego moderno y coreano, y también al alfabeto Braille.
Ha traducido novelas de James Fenimore Cooper, Joseph Conrad y Georges Simenon; y cuentos de Daniel Defoe, E. T. A. Hoffmann, Washington Irving, Edgar Allan Poe, Charles Dickens, Wilkie Collins, Robert Louis Stevenson, Guy de Maupassant, Ambrose Bierce, G. K. Chesterton y otros. Ha publicado también numerosos ensayos, en particular sobre literatura inglesa y norteamericana. Como crítico y autor de ficción ha colaborado tanto en prensa especializada como en diarios: Quimera, Academia, Aula, El País, Quadern, Posdata, Levante-EMV, El Mundo.

## Obra (no exhaustiva)

### Novelas
- 2083 , 2010
- Anacaona, 1980
- Amor burgués, 1982
- Campos de Marte, 1985
- Tierra de Humo, 1986
- La noche de los tiempos, 1987
- Sombras paralelas, 1989
- El último manuscrito de Hernando Colón, 1992
- Tierra de Humo, 1992
- Huellas en la nieve, 1993
- La ciudad en llamas, 1993
- La emperatriz Eugenia en Zululandia, 1994
- El último capricho de Francisco Goya, 1997
- La curvatura del empeine, 2003
- El cráneo de Goya, 1997
- Los amantes de la niebla, 2002
- Las desventuras de un escritor en provincias, 2003
- El cráneo de Goya, 2004

### Cuentos para adultos publicados individualmente
- Las ruinas de Nínive, 1990.
- El caballo rojo, 1999.
- El piloto y el arca, 2001.
- La ciudad de los murciélagos, 2001.
- El tajo de Roldán, 2001.
- El legado de Hipatia, 2002.

### Libros de relatos
- Manzanas (Tratado de pomofilia), 2002.
- El último deseo del jíbaro y otras fantasmagorías, 2003.
- Sherlock Holmes y yo, 2021.[15]
- El deseo de ser leído, 2022.[16][17]

### Literatura infantil y juvenil

#### Novela juvenil
- El tigre de Tasmania, 1988 (edición valencià de 1999)
- Yo, Colón, descubridor del Paraíso Terrenal, Almirante de la Mar Océana, Virrey y Gobernador de las Indias, 1991
- Yo, Goya, primer pintor de la corte española, defensor de la libertad, grabador de sueños y caprichos, 1992
- La isla de las sombras perdidas, 1998.
- El lleopard de les neus, 2001.
- La foto de Portobello, 2004.
- ¡Polizón a bordo! (El secreto de Colón), 2005.
- El pintor de las neuronas (Ramón y Cajal. científico), 2006
- El viaje de la evolución (El joven Darwin), 2007
- El vuelo de la Razón (Goya, pintor de la Libertad), 2007
- La guerra de Amaya, 2010
- La expedición de los libros, 2010
- 2083, 2010
- El joven Gulliver, 2011
- El regreso de Peter Pan, 2011
- La fábrica de betún (El joven Dickens), 2012[18]
- Canción para otra Navidad, 2012
- El rayo azul, 2014
- La velocidad de la luz, 2015
- El misterio del cisne, 2016
- El despertar de Cervantes, 2016
- La amada inmortal, 2017
- El último manuscrito de Blasco Ibáñez, 2017
- El último manuscrito de Blasco Ibáñez. Algar, Alzira, 2017
- La isla de los libros andantes. Anaya, Madrid, 2018
- La niña del clima, Oxford University Press, 2020[19]

Edición Juvenil
- Diario de a bordo, de Cristóbal Colón. Anaya, Madrid, 1984. (Existe una coedición del Grupo Anaya con Arrayán Editores, S. A. para el diario El Mercurio, Santiago de Chile, 1992).
- Juventud y La línea de sombra, de Joseph Conrad (Anaya, 1989)
- Naufragios y comentarios, de Cabeza de Vaca (Anaya, 1992)
- El último mohicano, de James Fenimore Cooper (Anaya, 1996)
- Las aventuras de Sherlock Holmes, de Arthur Conan Doyle (Anaya, 2001)
- El hombre invisible, de H. G. Wells  (Anaya, 2002)
- Moonfleet, de John Meade Falkner (Anaya, 2002)
- El forastero misterioso, de Mark Twain (Anaya, 2002)
- Un libro maravilloso, de Nathaniel Hawthorne (Apéndice de Vicente Muñoz Puelles. Anaya, 2002)
- El sabueso de los Baskerville, de Arthur Conan Doyle. Anaya, 2002.
- Juventud y La línea de sombra, de Joseph Conrad. Anaya, 2003.
- Miguel Strogoff, de Jules Verne. Anaya, 2004.
- El último saludo de Sherlock Holmes, de Arthur Conan Doyle. Anaya, 2004.
- Don Quijote para niños. Algar, Alzira, 2004. (Existe ed. en valenciano).
- La Biblia para niños. Anaya, 2005.
- El archivo de Sherlock Holmes, de Arthur Conan Doyle. Anaya, 2005.
- La esfinge de los hielos, de Jules Verne. Anaya, 2005.
- Don Quijote de la Mancha. Versión íntegra, con notas. Anaya, 2005.
- El cantar del Cid. Versión en prosa. Edelvives, 2006.
- Las memorias de Sherlock Holmes, de Arthur Conan Doyle. Anaya, 2007.
- El regreso de Sherlock Holmes, de Arthur Conan Doyle. Anaya, 2008.
- Catriona, de Robert Louis Stevenson. Anaya, 2009.
- Historias de dragones, de E. Nesbit. Anaya, 2009.
- La dama de las camelias, de Alexandre Dumas. Anaya, 2009.
- Cuentos españoles de terror, de varios autores. Oxford University Press, 2010.
- La vida de Lazarillo de Tormes. Oxford University Press, 2010.
- La Celestina, de Fernando de Rojas. Oxford University Press, 2010.
- Leyendas de Mío Cid. Oxford University Press, 2010.
- Novelas ejemplares, de Miguel de Cervantes. Oxford University Press, 2010.
- Leyendas, de Gustavo Adolfo Bécquer. Oxford University Press, 2010.
- La invención del fantasma. Introducción y apéndice de El fantasma de la Ópera, de Gastón Leroux. Anaya, 2011.
- Regreso a Croydon. Introducción y apéndice de Oliver Twist, de Charles Dickens. Anaya, 2011.
- Cuentos de fantasmas, de varios autores. Oxford University Press, 2011.
- Cuentos policiacos, Varios Autores. Oxford University Press, 2011.
- Cuentos de humor español, Varios Autores. Oxford University Press, 2012.
- Cuentos de vampiros, Varios Autores. Oxford University Press, 2012.
- El deseo de ser leído. Apéndice de Fábulas, de Samaniego. Anaya, 2012.
- Una vida prestada. Apéndice de Cuentos de lo sobrenatural, de Charles Dickens. Anaya, 2012.
- Cuentos de fantasmas. Nueva adaptación. Oxford University Press, 2017.
- Drácula, de Bram Stoker. Colección Clásicos a medida. Anaya, 2017. Existe traducción al catalán. Barcanova, 2017.
- Metamorfosis, de Ovidio. Oxford University Press, 2018.
- Moby Dick, Anaya, 2019.
- Don Álvaro o la fuerza del sino, Oxford, 2020.
- La barraca, Tabarca, 2021.

#### Cuentos y novelas infantiles
- Los sueños de Axel, 1987
- La constel·lació del drac, 1987
- Óscar y el león de Correos, 1998
- Laura y el ratón, 2000
- Sombras de manos, 2002
- Ricardo y el dinosaurio rojo, 2003
- El sueño del libro, 2004
- El arca y yo, 2004
- La sombra de Laura, 2005
- La luz del faro, 2005
- La perrona, 2006
- Niños de todo el mundo, 2006
- Los animales de la ciudad, 2006
- La rana Rony, 2007
- El sueño de Peter, 2007
- Óscar y el río Amazonas, 2009
- La gata que aprendió a escribir, 2012
- La torre de Babel, 2017
- Laura y el oso polar, 2018
- Ricardo y el gato con motas, 2019
- La ciudad de las estatuas, 2020
- Oscar y el loro del mercado, 2021
- Los fantasmas del pequeño Luiz, 2023[20]

Otros libros
- Ciudades perdidas (Anaya, 2019)[21]
- Mi primer libro sobre los juegos Olímpicos (Anaya, 2020)
- Un recorrido por los Juegos Olímpicos (Anaya, 2020)
- Egipto y el rio Nilo (Anaya, 2021)
- Mi primer libro sobre Egipto (Anaya, 2021)
- Berlanguiana (Consell Valencia de Cultura, 2020)[22]
- La calle de las comedias (Alfons el Magnànim, 2023)[23][24]

Obras de teatro
- Zona de lliure trànsit (En colaboración con Josep Palomero). Bromera, Alzira, 2001.

## Premios
- Premio La Sonrisa Vertical de narrativa erótica, 1980, por Anacaona.
- Premio de la Crítica de la Comunidad Valenciana de novela, 1982, por Anacaona.
- Premio Ciudad de Valencia de novela, 1984, por Campos de Marte.
- Premio de la Crítica de la Comunidad Valenciana de novela, 1986, por Tierra de Humo.
- Premio Ciudad de Valencia de novela, 1987, por La noche de los tiempos.
- Prix Littéraire Ascension pour la lecture, organizado por la Biblioteca Municipal de Briançon y los Centros de Documentación del Liceo y de los Colegios de Briançon, 1994, por Moi, Colomb.
- Premio Azorín, 1993, por La emperatriz Eugenia en Zululandia.[25]
- Premio Nacional de Literatura infantil y juvenil, 1999, por Óscar y el león de correos[26]
- Premio Vila de Mislata de narrativa corta, 1998, por El caballo rojo.
- Premio Ciutat de València de teatro, 2001, por Zona de lliure trànsit.
- Premio Ciudad de Alicante de álbum infantil ilustrado, 2002, por Sombras de manos.
- Premio Alfons el Magnànim “Valencia” de narrativa en castellano, 2002, por Las desventuras de un escritor en provincias.[27]
- Premio Alandar de literatura juvenil, 2004, por La foto de Portobello.[28]
- Premio Anaya de narrativa infantil y juvenil, 2004, por El arca y yo.
- Premio Libreros de Asturias, 2006, por La perrona.[29]
- Premio Anaya en su edición XI, de Literatura Infantil y Juvenil por La voz de árbol.[30]
- Premio de las Letras de Generalidad Valenciana, 2018, en reconocimiento a su trayectoria.
- Premio de Narrativa Infantil Vila d’Ibi 2019 por La ciudad de las estatuas.[31]